# Dorcadida bilocularis
Dorcadida bilocularis är en skalbaggsart som beskrevs av White 1846. Dorcadida bilocularis ingår i släktet Dorcadida och familjen långhorningar. Inga underarter finns listade i Catalogue of Life.